# Savannah (film, 2013)
Pour les articles homonymes, voir Savannah.
Pour plus de détails, voir Fiche technique et Distribution.
Savannah est un film américain réalisé par Annette Haywood-Carter, sorti en 2013.

## Synopsis
Ce drame historique, tiré d'une histoire vraie, revient sur le destin de Ward Allen qui, au début des années 1900, rejette le confort de son héritage pour vivre au près de la nature. Il se lie d'amitié avec un esclave affranchi, malgré les préjugés qui sévissaient dans la haute société du sud des Etats-Unis.

## Fiche technique
- Titre français : Savannah
- Réalisation : Annette Haywood-Carter
- Scénario : Annette Haywood-Carter et Ken Carter d'après Ward Allen: Savannah River Market Hunter de John Eugene Cay Jr.
- Photographie : Mike Ozier
- Musique : Gil Talmi
- Pays d'origine : États-Unis
- Genre : drame
- Date de sortie : 2013

## Distribution
- Jim Caviezel (VF : Jérôme Keen) : Ward Allen
- Chiwetel Ejiofor : Christmas Moultrie
- Jaimie Alexander : Lucy Stubbs
- Bradley Whitford : Jack Cay
- Sam Shepard : M. Stubbs
- Tracey Walter : Mathias
- Jack McBrayer : Sir Graham
- Hal Holbrook : Juge Harden

## Accueil

### Accueil critique
Sur l'agrégateur américain Rotten Tomatoes, le film récolte 13 % d'opinions favorables pour 15 critiques. Sur Metacritic, il obtient une note moyenne de 25⁄100 pour 11 critiques.